# Poklon treh kraljev (Dürer)
Čaščenje treh kraljev je plošča Albrechta Dürerja (1471–1528), izdelana po naročilu Friderika Modrega za oltar Schlosskirche v Wittenbergu. Velja za eno najboljših in najpomembnejših Dürerjevih del iz obdobja med njegovim prvim in drugim potovanjem v Italijo (1494–5 in 1505). Delo je skromnih dimenzij, široko le nekaj več kot meter, a ima velik pomen v Dürerjevem opusu in v umetnostni zgodovini. Pred produkcijo tega dela so bili Dürerjevi dosežki v veliki meri del njegove grafične kariere ali njegovega avtoportreta. To delo je še posebej ključnega pomena zaradi razlikovanja Dürerjeve drugačnosti, saj v delu združuje fino ravnovesje severnih in italijanskih konvencij. Heinrich Wölfflin je delo označil za »prvo popolnoma lucidno sliko v zgodovini nemške umetnosti«.
Leta 1603 je Kristijan II. Saški podaril sliko kot darilo cesarju Svetega rimskega cesarstva Rudolfu II. V cesarski zbirki na Dunaju je ostala do leta 1792, ko jo je Luigi Lanzi, direktor galerije Uffizi, pridobil v zameno za Presentation in the Temple Fra Bartolomea.

## Opis
V evropski podobi je Čaščenje treh kraljev običajna konvencija, da tretjega kralja predstavljajo kot črno postavo. V Dürerjevi kompoziciji ta figura prevladuje v desnem delu slike in zaradi svoje drugačnosti uravnoteži skupino ostalih štirih figur na levi (organiziranih v piramidni strukturi). To je ključna značilnost slike, saj je gledalčeva očesna radovednost pritegnjena k tretjemu kralju, ki s svojim pogledom vodi oko po sliki. Njegova drugačnost je artikulirana v prostorskih izrazih, ko se pojavi navzven, obkrožen z naravo in ne z arhitekturnimi značilnostmi, ki stojijo za drugimi figurami.
V Dürerjevem predstavljanju kompozicije se tudi sam predstavlja kot drugi kralj. Dürer je znan po svojih avtoportretih, zato je prepoznavna njegova postava, ki se ujema z brado in dolgimi zlatimi lasmi. To je bistvena razlika v konstrukciji dela Albrechta Dürerja. Njegovo samokarakterizacijo dodatno utemeljujeta poravnava drugega kralja in slavni umetnikov monogram, ki se pojavi na bloku v ospredju. Kljub temu ni nič nenavadnega v oblikovanju enega od treh kraljev iz portreta resničnega posameznika. To je tradicija, ki se pretvarja v občutek diplomacije in dinastične slovesnosti in se je pojavila na slikah čaščenja pred konvencijo, v kateri je bila vključena črna figura. To poudarja Dürerjevo konstrukcijo kompozicije z uporabo tradicionalnih in namišljenih slogovnih podrobnosti.
Podobno najdemo v kasnejših Čaščenjih v Antwerpnu, Dürer gradi kompozicijo s fuzijo stilistične inkluzivnosti, ki združuje severnjaški naturalizem z italijansko uporabo perspektive, idealnih razmerij in barv. V kompoziciji lahko najdemo čiste rdeče, zelene in modre odtenke ter svetle zlate poteze, ki osvetljujejo bogastvo in eksotičnost predmetov znotraj slikovnega prostora. To daje poudarek eksotičnim elementom, ki namigujejo na Wunderkammer, ki je navdihnilo delo. Podobe čaščenja so pogosto delovale kot opomniki na mitske znake zbirateljskega podjetja in so stale na vrhu gospodinjske zakladnice ali tresoorja. Pomemben primer takšnih podrobnosti v kompoziciji je tuj služabnik črnega kralja, ki se pojavlja s turbanom à la Turque Ta eksotika se odraža tudi v podrobnih oblačilih kraljev ter draguljih in okraskih, ki jih obdajajo.
Dürer, ki je bil dokončan istega leta kot njegova znamenita grafika Adam in Eva (1504), vključuje slogovne elemente iz svoje konstrukcije figure Adama v drugem in tretjem magu. V svoji produkciji Črnega kralja je Dürer organiziral figuro v kontrapostu, s posebno izpopolnjenostjo anatomije njegovih nog in položaja stopal. Drugi kralj si sposodi Adamov pogled navzdol in idealiziran normativni profil.
Ključni del kompozicije je njena prostorska in strukturna tvorba, ki je natančno detajlirana z uporabo perspektive. V celotnem ozadju so oblikovani arhitekturni loki, nekateri so prelomljeni, nekateri pa so le delno vidni očesu gledalca. To deluje tako, da se izogne trajnemu definiranju strukture v kompoziciji, kar naravi omogoča, da organizira tudi prostranost slikovnega prostora. Dürerjeve široke spretnosti so prikazane tudi v kompoziciji v finejših podrobnostih, vključno z živalmi, ki jih najdemo v hlevih, pa tudi rastlinami, ki so raztresene po spodnjem in zgornjem delu slike.

## Ocene
Dürerjev slikarski opus ni bil tako kritiziran kot njegova grafična dela. Zaradi njegove geografske lege in spretnosti v drugih medijih se napačno domneva, da je Dürerjev sprejem kot slikarja slabše kakovosti v primerjavi z njegovimi grafikami in risbami. Kljub temu je poslikava kvalitetna in izjemno detajlna. Predstavlja fino slogovno ravnotežje, ki je posledica Dürerjevih let, preživetih na potovanjih, pa tudi njegovih različnih študij kot teoretika.
Nekateri umetnostni zgodovinarji menijo, da bi bila ta slika lahko osrednja plošča Jabachovega oltarja. Dve plošči, ena v Frankfurtu in ena v Kölnu, ki predstavljata Jobovo zgodbo, znano kot Jabachov oltar, sta enakih mer in sta bili izdelani v podobnem času kot Čaščenje treh kraljev. Različni učenjaki, vključno z Erwinom Panofskym, so predlagali, da so bile te tri slike morda namenjene oblikovanju triptiha s Čaščenjem kot osrednjim delom.
V svoji karieri je Dürer ustvaril dve deli, ki sta vsaj v temi neposredno povezani s to sliko. Obstaja študija Afričana iz leta 1508, Portret Afričana, dokončana v oglju in jo trenutno hrani Albertina. Verjame se, da je to predhodna študija za poznejšo preoblikovanje Čaščenja treh kraljev iz leta 1524 s peresom in črnilom.